# متحف الجنرال باتون بالقطار
متحف الجنرال باتون بالقطار هو متحف تاريخي تونسي يقع في مدينة القطار.

يعرض هذا المتحف الصغير وثائق وصور وقطع عن معركة القطار التي وقعت بين الأمريكيين والألمان والإيطاليين في إطار الحرب العالمية الثانية، والتي فاز بها الجنرال الأمريكي جورج باتون، حيث كانت أول مركة تفوز بها قوات الحلفاء على قوات المحور.